# 2000年夏季奥林匹克运动会射箭比赛

射箭

2000年夏季奥林匹克运动会射箭比赛共设4个项目，分别为男子个人、男子团体、女子个人和女子团体。共有分别来自46个国家的128名运动员参加了这项比赛。

## 奥运会规则
2000年夏季奥运会射击比赛的射程为70米，目标靶的直径为122厘米。在个人赛中，男、女各有64名运动员可以参加排名赛，每个国家奥林匹克委员会最多可以派出三名运动员参赛。在排名赛中，每个运动员射12组箭，每组6支，共72支箭，运动员有40秒的时间准备射击。裁判根据72支箭的环数成绩来排出名次，由名次高的运动员对垒名次低的运动员进行淘汰赛。在淘汰赛中，每个运动员射4组箭，每组3支，共12支箭，运动员有30秒的时间准备射击。淘汰赛会决出八名优胜者进行决赛。在决赛中，每个运动员射4组箭，每组3支，共12支箭，最后决出冠军、亚军以及季军。团体赛只设淘汰赛和决赛。每队各派出3名运动员并根据这三名运动员在个人赛中的成绩来排出团体赛的名次。男团、女团排名前16的队伍会进入到淘汰赛。在淘汰赛，每个队伍共射4组箭，每组6支，共24支箭。淘汰赛会决出八名优胜者进行决赛。决赛的规则与淘汰赛一致，最后根据名次决出冠军、亚军以及季军。

## 参赛资格
组委会通过下列四种方法将参赛名额分配给各个国家奥林匹克委员会。
- 澳大利亚作为东道主可以直接派出男、女各三名选手参加比赛。
- 1999年世界射箭锦标赛排名前八位的国家可以派出3名运动员参加奥运会比赛。
- 剩下18位名额中的15位平分给5个大洲。
- 最后三个名额分配给决定性别的三个国家奥委会。

## 各项成绩

### 男子
| 项目            | 金牌                                   | 银牌                                                            | 铜牌                                                    |
| 个人赛 （詳細） | 西蒙·费尔韦瑟 · （AUS）                | 维克托·旺德利 · 美国（USA）                                     | 维斯特·范阿尔顿 · 荷兰（NED）                           |
| 团体赛 （詳細） | 韩国（KOR） · 吴教文 · 张龙浩 · 金钟泰 | 意大利（ITA） · 马泰奥·比夏尼 · 伊拉里奥·迪博 · 米凯莱·弗兰吉利 | 美国（USA） · 理查德·约翰逊 · Rod White · 维克托·旺德利 |

### 女子
| 项目            | 金牌                                   | 银牌                                                                    | 铜牌                                                          |
| 个人赛 （詳細） | 尹美进 · 韩国（KOR）                   | 金南顺 · 韩国（KOR）                                                    | 金水宁 · 韩国（KOR）                                          |
| 团体赛 （詳細） | 韩国（KOR） · 金水宁 · 金南顺 · 尹美进 | 乌克兰（UKR） · Nataliya Burdeyna · Olena Sadovnycha · Kateryna Serdyuk | 德国（GER） · 芭芭拉·门辛 · 科尔内利娅·普福尔 · 桑德拉·萨克塞 |

## 奖牌榜
| 排名 | 国家／地区    | 金牌 | 银牌 | 铜牌 | 總數 |
| ---- | ------------- | ---- | ---- | ---- | ---- |
| 1    | 韩国（KOR）   | 3    | 1    | 1    | 5    |
| 2    | （AUS）       | 1    | 0    | 0    | 1    |
| 3    | 美国（USA）   | 0    | 1    | 1    | 2    |
| 4    | 意大利（ITA） | 0    | 1    | 0    | 1    |
| 4    | 乌克兰（UKR） | 0    | 1    | 0    | 1    |
| 6    | 德国（GER）   | 0    | 0    | 1    | 1    |
| 6    | 荷兰（NED）   | 0    | 0    | 1    | 1    |

## 参赛国家
来自46个国家的共128名射箭运动员参加了此次夏季奥林匹克运动会的射击比赛。括号内为该国代表团参加射箭比赛的人数。
| - 美属萨摩亚(1) - (6) - 白俄罗斯(2) - 比利时(1) - 不丹(2) - 加拿大(1) - 中非共和国(1) - 智利(1) - 中国(6) - 中华台北(3) - 古巴(4) - 丹麦(1) |  | - 埃及(1) - 萨尔瓦多(1) - 芬兰(3) - 法国(5) - (3) - 德国(4) - 英国(3) - 希腊(1) - 印度尼西亚(1) - 意大利(6) - 日本(5) - (4) |  | - (1) - 朝鲜(1) - 韩国(6) - 毛里求斯(1) - 墨西哥(2) - 缅甸(1) - 荷兰(3) - 新西兰(2) - 挪威(4) - 菲律宾(1) - 波兰(5) |  | - 葡萄牙(1) - 俄罗斯(4) - 斯洛文尼亚(1) - 南非(2) - 西班牙(1) - 瑞典(6) - 土耳其(6) - 乌干达(1) - 乌克兰(6) - 美国(6) - 瓦努阿图(1) |